# Syvä Tervajärvi
Syvä Tervajärvi och Matala Tervajärvi är sjöar i Finland. De ligger i kommunen Kuhmo i landskapet Kajanaland, i den centrala delen av landet, 500 km nordost om huvudstaden Helsingfors. Syvä Tervajärvi ligger 184 meter över havet. Arean är 40 hektar och strandlinjen är 4,74 kilometer lång. Sjön  ingår i Uleälvens huvudavrinningsområde. 